# Tatort: Ohnmacht
Ohnmacht ist ein Fernsehfilm aus der Krimireihe Tatort mit dem Ermittlerteam Ballauf und Schenk. Der vom WDR produzierte Beitrag wurde am 11. Mai 2014 im Ersten Programm der ARD ausgestrahlt.

## Handlung
Max Ballauf wird auf dem Nachhauseweg an der neu erbauten Kölner U-Bahn-Station „Rathaus“ Zeuge einer Schlägerei. Zwei Jugendliche prügeln auf einen am Boden liegenden Mann ein, umstehende Fahrgäste schauen tatenlos zu. Ohne zu zögern, geht Ballauf dazwischen, aber ein Faustschlag ins Gesicht lässt ihn zu Boden gehen. Als er sich wieder hochrappelt, trifft ihn ein Stoß, der ihn aufs Gleis befördert, gerade als eine U-Bahn in die Station einfährt. Er kann sich eben noch wegducken und verschwindet unter der Bahn, die mit Vollbremsung zum Stehen kommt. Ballauf bleibt jedoch weitgehend unverletzt.
Staatsanwalt von Prinz beauftragt Freddy Schenk mit den Ermittlungen. Ballauf als unmittelbar Tatbetroffener hingegen darf offiziell nicht mitwirken. Unterstützung findet sich in der neuen, IT-affinen Kollegin Miriam Häslich, welche das Ermittlerteam als Assistentin und Nachfolgerin der verstorbenen Franziska Lüttgenjohann unterstützt.
Das Opfer, der Musikstudent Manuel Sievers, stirbt kurze Zeit später im Krankenhaus an den Folgen der schweren Körperverletzungen. Die Täter können zunächst nicht identifiziert werden, da die Überwachungskameras in der U-Bahn-Station mit Farbsprühdosen „blind“ gemacht wurden. Schließlich wird der mehrfach vorbestrafte Kai Göhden als Tatverdächtiger ausfindig gemacht. Die weiteren Ermittlungen führen zu seiner ehemaligen Klassenkameradin Janine Bertram. Beide beschuldigen in den Vernehmungen einhellig Manuel, der angefangen habe, Janine unsittlich zu belästigen, wonach Kai ihr zu Hilfe gekommen sei und sie in Notwehr gehandelt hätten. Die Ermittler sind von der Gefühlskälte der Verdächtigen erschrocken, doch die Beweislage ist nicht ausreichend, und sie müssen wieder in die Obhut ihrer Eltern freigelassen werden, was Kai triumphierend auskostet. Sein Vater, Herbert Göhden, ist alleinerziehend und hat schon lange keine Kontrolle mehr über die Ausschweifungen seines Sohnes, wie er resigniert zugibt. Die Eltern von Janine, Elisabeth und Gerolf, zeigen sich nach außen hin bestürzt, doch wie sich bald zeigt, ist das Familienidyll bloße Fassade. So gibt Gerolf beim Feierabendbier Ballauf und Schenk gegenüber zu, dass seine Tochter schon als Kind „böse“ war und dennoch von der Mutter, die das nie wahrhaben wollte, als Prinzessin und überbehütet großgezogen wurde.
Bald taucht in einem Internet-Blog ein Foto von Ballauf auf, das ihn auf dem Bahnsteig zeigt und zusammen mit einem diffamierenden Kommentar in den Verdacht bringt, die Schlägerei in betrunkenem Zustand selbst angezettelt zu haben. Die Ermittlungen von Miriam Häslich führen zum Urheber des Fotos, dem Jurastudenten Adrian Hamstetten, dessen Mutter Richterin und zudem gut mit Staatsanwalt von Prinz befreundet ist. Als sein Alibi überprüft wird, findet sich das Überwachungsvideo eines Parkhauses, auf dem das Trio kurze Zeit nach der Tat gemeinsam zu sehen ist. Außerdem werden Janines Fingerabdrücke auf der Geige von Manuel gefunden, mit der auf ihn eingeschlagen wurde.
Janine, die sich in die Enge getrieben sieht, beschuldigt nun ihren Vater, sie ebenfalls seit zwei Jahren sexuell zu belästigen, und benutzt dies als Erklärung dafür, warum sie sich gegen die sexuelle Annäherung des Tatopfers derart zur Wehr gesetzt habe. Obwohl Ballauf und Schenk starke Zweifel an dieser Version haben, glaubt ihre Mutter ihr und unterstützt sie nach wie vor, doch ihr Vater, der sogar seine aussichtsreiche Karriere als Lehrer aufgegeben hatte, um sich mehr seiner Tochter widmen zu können, scheint von den Vorwürfen seiner Tochter und dem Verhalten seiner Frau gebrochen. Ein amtsärztliches Gutachten bestätigt später, dass Janines Vorwürfe frei erfunden waren.
Schließlich können die IT-Experten der KTU einen gelöschten Videofilm von Adrians Mobiltelefon wiederherstellen. Es wird deutlich, dass Janine ihre beiden Freunde zu der Tat anstiftete. Anhand eines Abzählreims wählte sie mit Manuel irgendeinen Passanten aus, den sie provozierte, bis Kai ihn zu Boden schlug, während Adrian alles mit seiner Handykamera aufnahm. Es wird auch klar, dass Ballauf von Janine vor die U-Bahn geschubst wurde und dass ihre Mordlust keinen greifbaren Grund hat.
Während Kai in Anbetracht seiner Vorstrafen sowie der intensiven Tatbeteiligung in U-Haft bleibt, werden Janine und Adrian nach Jugendstrafrecht bis zum Prozessbeginn in die Obhut ihrer Eltern überstellt. Dass darüber hinaus mit milden Strafen zu rechnen ist, empört Ballauf und Schenk sichtlich. Als sie den scheinbar abgeschlossenen Fall an der Pommesbude rekapitulieren, werden sie zum Haus von Familie Bertram gerufen, wo es zum schrecklichen Finale kommt: In einem Akt von Selbstjustiz hat Gerolf Bertram seine Tochter Janine getötet.

## Hintergrund
Der Film wurde vom 27. August 2013 bis zum 26. September 2013 in Köln gedreht.
Der Strafrechtler Henning Ernst Müller kritisierte die Darstellung der Ermittlungsmaßnahmen und des Jugendstrafrechts scharf. Es werde „klar Stellung gegen Recht und Gesetz bezogen“ und „Propaganda gegen den Rechtsstaat“ gemacht.
Im Anschluss an die Erstausstrahlung im Ersten folgte die Sendung Günther Jauch, die sich inhaltlich mit der Handlung des Tatorts auseinandersetzte. Diese Sendung erreichte 5,96 Millionen Zuschauer, was einem Marktanteil von 11,8 Prozent entsprach.

## Rezeption

### Einschaltquoten
Die Erstausstrahlung von Ohnmacht am 11. Mai 2014 wurde in Deutschland von 10,09 Millionen Zuschauern gesehen und erreichte einen Marktanteil von 28,9 % für Das Erste.

### Kritiken
Rainer Tittelbach von tittelbach.tv meinte: Dieser Tatort zeigt „hohe[n] Realismus-Touch, moderne Bildsprache, starke Montageeffekte, Bewegung, wohin das Auge reicht.“
Für Spiegel Online wertete Christian Buß: „Im Kölner Revier scheint es endgültig vorbei zu sein mit dem Allesversteher-Trott. Im Januar wurde den beiden Ermittlern die patente Assistentin Franziska aus der Handlung drangsaliert, ein Akt von brutaler Wucht, der aus Jugendschutzgründen erst nach 22 Uhr ausgestrahlt werden durfte. Im März stiegen Schenk und Ballauf in ein Familiengrab mit drei toten Kindern hinab und leuchteten sich mit trübem Taschenlampenlicht durch ein bürgerliches Trauerspiel. Düster ist es geworden im Kölner 'Tatort', der WDR verfolgt da offensichtlich eine sehr klare Linie.“
Holger Gertz urteilte in der Süddeutschen Zeitung: „Berührend und besonders wird dieser sonst eher durchschnittliche Tatort dann, wenn aus dem Leben einer jungen Verdächtigen erzählt wird. Ein prinzessinartiges Wesen mit bösem Kern. Eine Lügnerin, an deren Kälte schon ihre Familie erfroren ist; späte Eltern, die sich nichts so gewünscht haben wie ein Kind. Corinna Kirchhoff und Felix von Manteuffel sind sehenswert als dieses Elternpaar.“
Im Der Tagesspiegel kam  Kurt Sagatz zu dem Resümee: „Sämtliche Vorurteile der Boulevard-Medien gegen ein zu lasches Jugendstrafrecht scheinen sich zu bestätigen. […] in dem Versuch, die Kluft zwischen Recht und Gerechtigkeit, zwischen elterlicher Fürsorge und übersteigertem Beschützerinstinkt darzustellen, tragen Andreas Knaup (Buch) und Thomas Jauch (Regie) zu dick auf. Zu den vielen Ungereimtheiten dieses Kölner „Tatort“ kommt nun noch hinzu, dass Ballauf nach seinem beinahe tödlichen Ausflug auf die U-Bahngleise ohne psychologische Hilfe im Dienst bleiben darf.“
Kai-Oliver Derks schrieb für den Weser Kurier: „Bis in die kleinste Nebenrolle hinein ist dieser 'Tatort' mit unverbrauchten Darstellern überragend besetzt. Allen voran sei Felix von Manteuffel genannt, der den Vater der Täterin Janine Bertram spielt. Das Buch gewährt ihm einzigartige Szenen, bewegende Monologe und ein kaum fassbares Finale: herausragend - wie so vieles bei diesem wieder einmal starken, höchst relevanten 'Tatort' aus Köln.“